# 마르쿠스 메르크
마르쿠스 메르크(Markus Merk, 1962년 3월 15일, 라인란트팔츠주 카이저슬라우테른 ~ )는 전 독일 엘리트 축구 심판이다. 그는 여섯 차례 독일 올해의 주심상을 받기도 했고, 분데스리가 최다 경기 주관 기록도 가지고 있다. 2005년, 메르크는 축구에 대한 공헌과 인도에서의 자선 행위로 독일 연방 명예 십자가 (Bundesverdienstkreuz)를 받았다. 그는 2008년 5월 17일, 바이에른 뮌헨과 헤르타 BSC간의 분데스리가 최종 라운드 경기를 끝으로 주심으로써의 경력이 끝났다.
그는 경기를 주관한 최고의 주심들 중 하나로 손꼽히며, 역대 랭킹에서 피에를루이지 콜리나에 이어 2위를 차지하고 있다.
그는 현재 스카이 도이칠란트 평론가로 근무하며, 터키 축구 채널인 리그 TV에서 주심 해설자이다.

## 분데스리가 경력
1988년, 메르크는 불과 25세의 나이에 카이저슬라우테른을 대표로 최연소 분데스리가 주심으로 발탁되었다. 그는 4년 후, FIFA 주심이 되었고, 바르셀로나에서 열린 1992년 하계 올림픽에서 주심을 맡았다. 그 후로, 메르크는 단호하고, 신뢰성 있는 주심으로 명성을 떨쳤다. 그는 여섯 차례 독일 올해의 주심상을 받아 이 부문에서 최다 수상자로 이름을 올리고 있다.

### 분데스리가 2000-01 시즌 최종 라운드 사건
분데스리가 2000-01 시즌 최종 라운드에서, 메르크는 함부르크와 바이에른 뮌헨과의 경기를 주관했다. 33라운드까지 바이에른은 샬케 04보다 승점 3점을 적립했으나, 골득실에서 밀렸다. 이 경기에서 함부르크가 93분에 선제골을 터뜨려 바이에른을 1-0으로 끌고 갔고, 샬케 04는 운터하힝을 상대로 막 5-3으로 이겼었다. 이후, 메르크는 함부르크가 백패스 파울을 범하자 바이에른에게 간접 프리킥 지시를 내렸고, 바이에른은 간접 프리킥을 파트리크 안데르손의 극적인 동점골로 결실을 맺었다. 샬케 04는 다 잡은 우승 방패를 내주게 되었고, 메르크는 이후로 극심한 물리적, 언어적 폭력에 시달렸다. 메르크는 이후로 샬케 경기를 주관하지 않게 되었다.

## 통계
| 시즌    | 경기   | 옐로카드 | 평균   | 레드카드 |
| ------- | ------ | -------- | ------ | -------- |
| 1988-89 | 7경기  | 15장     | 2.14장 | 0장      |
| 1989-90 | 8경기  | 24장     | 3.00장 | 2장      |
| 1990-91 | 9경기  | 30장     | 3.33장 | 1장      |
| 1991-92 | 13경기 | 46장     | 3.54장 | 3장      |
| 1992-93 | 11경기 | 40장     | 3.64장 | 6장      |
| 1993-94 | 11경기 | 42장     | 3.82장 | 6장      |
| 1994-95 | 13경기 | 58장     | 4.46장 | 8장      |
| 1995-96 | 13경기 | 58장     | 4.46장 | 3장      |
| 1996-97 | 18경기 | 84장     | 4.67장 | 6장      |
| 1997-98 | 18경기 | 70장     | 3.89장 | 5장      |
| 1998-99 | 17경기 | 65장     | 3.82장 | 1장      |
| 1999-00 | 20경기 | 70장     | 3.50장 | 3장      |
| 2000-01 | 22경기 | 91장     | 4.55장 | 5장      |
| 2001-02 | 17경기 | 75장     | 4.51장 | 5장      |
| 2002-03 | 22경기 | 81장     | 3.68장 | 4장      |
| 2003-04 | 24경기 | 101장    | 4.21장 | 8장      |
| 2004-05 | 22경기 | 75장     | 3.41장 | 3장      |
| 2005-06 | 25경기 | 108장    | 4.32장 | 6장      |
| 2006-07 | 24경기 | 63장     | 2.63장 | 0장      |
| 2007-08 | 24경기 | 55장     | 2.29장 | 2장      |

## UEFA 경력
마르쿠스 메르크는 UEFA 유로 2004의 결승전 주심으로 선정되자 포르투갈의 강한 반발을 받았다. 포르투갈의 결승 상대는 그리스였는데, 당시 그리스 사령탑을 맡은 오토 레하겔의 치과 주치의가 메르크였다. 그에도 불구하고, 메르크는 공과 사를 분리해 전세계적으로 경기를 훌륭히 주관해 명판관으로써의 명성을 재확인시켰다.
2004년 4월 21일, 앞서 포르투와의 챔피언스리그 준결승전에서, 데포르티보 수비수 조르즈 안드라드는 데쿠를 찬 것에 대해 퇴장 명령을 내렸다. 비록 친목의 행위였음에도 불구하고, 주심의 의심을 샀고, 그는 결국 수비수에게 즉시 퇴장 명령을 내렸다. 안드라드는 1경기 출장 정지 징계가 내려졌다. 결국 주제 모리뉴의 팀이 결승전에 진출했다.
밀란과 인테르나치오날레 간의 UEFA 챔피언스리그 2004-05 8강 2차전 경기에서, 그는 인테르나치오날레의 에스테반 캄비아소 득점을 취소하였고, 이는 인테르나치오날레 팬들이 병과 홍염을 그라운드에 던져 경기가 중도에 취소되는 결과를 낳았다.

## FIFA 경력
메르크는 1992년 하계 올림픽 주심들 중 한명으로 (2경기 차출), 네덜란드와 잉글랜드간의 1994년 FIFA 월드컵 예선전 대기심을 맡았고, 그는 페널티킥과 레드 카드 판정이 잉글랜드를 상대로 내려지자 뿔난 그레이엄 테일러 잉글랜드 감독의 붙잡았다. 테일러는 로날트 쿠만도 데이비드 플래트에 대한 비신사적인 파울에 대해 퇴장당하고 페널티킥을 받아야 한다 생각했다. 둘 다 성사되지 못했다 - 그리고 쿠만은 잉글랜드를 상대로 골을 뽑아냈다. 테일러 감독은 주심에 분노했고, 결국 메르크 대기심에게 붙잡혀야 했다 - 이후 몇년이 지난 후, 옵저버에서의 인터뷰에서, 테일러 감독은 메르크 주심에게 스탠드에 퇴장 명령을 내린 대신 공감한 것에 대해 감사를 표했다. 그는 UEFA 유로 2000에서 3경기, 2002년 FIFA 월드컵에서 2경기, 그리고 UEFA 유로 2004에서 3경기를 주관했다. 그리고 유로 2004의 경우에는 결승전에서 호루라기를 잡았고, 그는 1970년, 동독의 루디 글뢰크너 이래 처음으로 월드컵이나 유럽 축구 선수권 대회 주심을 맡은 독일인이 되었다. 그와 함께한 부심은 얀-헨드리크 잘버와 크리스티안 슈레어였다. 메르크는 1997 UEFA컵위너스컵 결승전과 2003 UEFA 챔피언스리그 결승전 주심도 맡았었다. 그는 카메룬과 콜롬비아 간의 2003년 FIFA 컨페더레이션스컵 경기 주심도 맡았는데, 이 경기는 마르크-비비앵 푀의 죽음으로 회자되고 있다.
2006년 FIFA 월드컵에서, 그는 3경기를 주관했으나 평범했다는 평가를 받았다. 오스트레일리아-브라질 경기 후, 그는 해리 큐얼로부터 한쪽으로 치우치고, 브라질에 치우친 판정을 했다며 언어 폭력을 당했고, 가나가 미국을 상대로 이기자 브루스 어리나 미국 감독과 몇몇 미국 선수들은 가나에게 승리를 안겨준 논란의 페널티킥에 대해 비난하였다. 미국과 가나의 경기는 메르크가 2006년 FIFA 월드컵에서 주관한 마지막 경기로, 토너먼트전에서 그는 단 한경기도 주관하지 않았다. 메르크는 이후로 주관한 FIFA 경기 주관 과정에 대해 비난했는데, 독일 TV쇼인 스포츠스튜디오 (das aktuelle Sportstudio)에서 경기에 차출되지 않고 주심 캠프에 머문 것에 대해 "내 인생의 2주를 도둑맞았다"라고 인터뷰했고, 두번의 경기를 주관한 것과 여러 차례의 세미나에 참가하고 겨우 도움을 목적으로 호나우지뉴가 브라질의 월드컵 본선 진출을 목적으로 U-20 경기의 벤치에 앉아 관전한다 합의를 보더라도, 소규모 유소년 대회에 파견된 것 치고는 보수가 시원찮았다고 덧붙였다.
메르크는 여러 차례 결정적인 상황에서 비디오 판독이 필요하다는 의견을 지지했다. 2008년 3월 1일 마르쿠스 로젠베리, 베르더 브레멘 공격수가 명백한 오프사이드 위치에서 득점했다; 메르크는 처음에 득점을 인정했으나, 오프사이드 법칙을 어겼다는 것을 금세 알아차렸을 때, 실수를 번복하기에는 늦었었다. 그는 "내 경력에서 가장 씁쓸한 순간"으로 이 상황을 회자했고, 비디오 판독의 도입을 주장했다.

## 수상
- DFB 독일 올해의 주심: 1995, 1996, 2000, 2003, 2004, 2006
- 연방 명예 십자가: 2005

## 자선 활동
종교적인 메르크는 인도의 빈민가를 돕는데 적극적으로, 1991년부터 빈민들에게 기초적인 치과 의료 서비스를 제공했다. 그는 인디언힐페 카이저슬라우테른 (Indienhilfe Kaiserslautern) 을 돕고 있으며, 이 단체는 노숙인들을 위한 학교와 집을 짓고, 기초적인 의료 서비스를 제공한다.

## 사생활
치과의로, 메르크는 그의 아내와 아들과 함께 라인란트팔츠주 오터바흐에 거주하고 있다. 그는 2005년까지 치과의로 활동했는데, 그는 프라시스게뷔어 (Praxisgebühr) 라는 방문의에 대한 과세가 독일 정부로부터 도입되자 치과의 활동을 그만두었다. 현재, 그는 동기 부여 세미나를 주최한다. 유년 시절부터 청소년기까지, 메르크는 높고 꽥꽥거리는 목소리 때문에 놀림의 대상이 되었다. 오랜 기간의 언어 치료를 거친 이후, 현재 그는 평범한 바리톤으로 말한다. (그의 자서전 베베겐트 (BeWEGEnd) 에서)
메르크는 경기를 주관하는 주심들 중 가장 체력이 좋은 주심이기도 하다. 그는 연간 체력 시험에서 동료들과 자주 트랙을 돌며, 마라톤 개인 기록은 2시간 42분이다. 그는 철인 3종경기를 하기도 한다.
"메르크"는 독일 동사 "기억하다" (merken)의 명령형이다. 그로 인해 그의 홈페이지는 "merk-es-dir.de" 보관됨 2004-09-02 - 웨이백 머신 ("기억해라-그것-을.de") 로 명명되어 있다.
그는 현재 터키 축구 채널 리그 TV 의 주심 해설자이다.

## 출판물
- 마르쿠스 메르크: 베베겐트 (BeWEGEND) 자서전
- 초음파 요법 후 냉/온 합성 플라스틱에 행해진 반응에 대한 형태 변화 검사 (Untersuchungen zur Formänderung kalt- und heißpolymerisierender Prothesenkunststoffe nach Behandlung im Ultraschallbad), 마르쿠스 메르크의 논문, 쾰른 대학교, 1990년